# جيف كلارك (سياسي)
جيف كلارك (بالإنجليزية: Geoff Clark)‏ هو لاعب كرة قدم أسترالية وسياسي أسترالي، ولد في 1 أغسطس 1952.